# Raffa, Syria
Raffa (tiếng Ả Rập: الرفة) là một ngôi làng Syria nằm ở Al-Tamanah Nahiyah ở huyện Maarrat al-Nu'man, Idlib. Theo Cục Thống kê Trung ương Syria (CBS), Raffa có dân số 1188 trong cuộc điều tra dân số năm 2004.